# Michette
La michette, manchette ou manchet, est un pain à la levure de blé de très bonne qualité, ou un petit pain circulaire plat. C'était un pain suffisamment petit pour être tenu dans la main ou dans un gant (voir aussi manchette).

## Histoire
Plusieurs recettes de michettes sont mentionnées dans le livre classique de Florence White sur la cuisine anglaise, Good Things in England, publié pour la première fois en 1932. Elle donne cinq variétés régionales de ce pain et cite des sources pour les recettes. La première est celle de Gervase Markham, dans le Nottinghamshire, publiée en 1615, où White cite une source anonyme qui décrit le manchet comme « votre meilleur et principal pain ».
Il y a également une référence au Manchetts for the Queen's Maides, une ordonnance royale provenant du palais d'Eltham en 1526 pendant le règne d'Henri VIII qui décrit un menu pour l'aristocratie médiévale. Elle est insérée parce qu'un correspondant avait demandé quand les michettes étaient servies à la cour. Cela suggère qu'à l'origine il s'agissait d'un pain luxueux contenant des ingrédients qui n'étaient disponibles que pour les riches. Le blé le plus supérieur pour une michette provenait, dit-on, de Heston, près de Hounslow, sous le règne d'Elizabeth Ire.